# Harry Bock von Wülfingen
Harry Aloysius Bock von Wülfingen (* 15. April 1829 in Burgstemmen; † 19. September 1881 in Hannover) war ein deutscher Maschinenbauingenieur.

## Herkunft
Harry Bock von Wülfingen entstammte dem niedersächsischen Adelsgeschlecht Bock von Wülfingen (Haus Elze). Er war der Sohn des königlich hannoverschen Majors und Gutsbesitzers Friedrich Bock von Wülfingen (1785–1838), Gutsherr auf Elze mit Wülfingen, Gronau und dem Fideikommiss Burgstemmen, sowie der Anna Elisabeth, geb. Bock von Wülfingen (1796–1886) aus dem Haus Burgstemmen.

## Leben
Nach mehrjährigem Unterricht durch einen Hauslehrer besuchte Bock von Wülfingen bis 1848 das Gymnasium in Hildesheim. In den Jahren von 1848 bis 1852 studierte er am Polytechnikum Hannover, mehrmals unterbrochen durch praktische Arbeiten. Danach begann er in Hannover seine Berufslaufbahn bei der damaligen Egestorff'schen Maschinenfabrik und war von 1869 bis 1881 erster Direktor des inzwischen in Hannoversche Maschinenbau AG (Hanomag) umbenannten Unternehmens.
Bock von Wülfingen gründete als studentische Korporation zunächst den „Polytechnischen Gesangsverein Hannover“ (PGV), der ihn im Jahr 1854 zum Ehrenmitglied ernannte. Am 27. Februar 1852 stiftete Bock mit weiteren PGV-Mitgliedern das Corps Saxonia Hannover. Ein Gründer von zwei Korporationen hat Seltenheitswert, heißt es dazu.
Er konstruierte einen „Apparat mit continuirlichem Betrieb zur Erzeugung und Zerkleinerung von Melassekalk“ und ließ ihn am 19. August 1860 unter der Nummer 15245 beim Deutschen Patentamt eintragen.

## Familie
Bock von Wülfingen lebte in Linden bei Hannover. Er heiratete am 11. Februar 1862 in Hannover Luise Garbe (* 23. Juni 1838 in Hannover; † 17. Juni 1915 ebenda), die Tochter des Brennereibesitzers Heinrich Garbe und der Luise Winnefeld. Aus dieser Ehe stammen drei Söhne und eine Tochter, darunter der Gutsbesitzer und Major Richard (1862–1944) und der preußische Landrat und Gutsbesitzer Burghard Bock von Wülfingen (1874–1950).
Der 1944 zum Generalmajor ernannte Detlef Bock von Wülfingen war sein Enkelsohn.